# Jacob Pynas
Jacob Symonsz. Pynas (Haarlem?, 1592 circa – Haarlem, dicembre post 1656) è stato un pittore olandese.

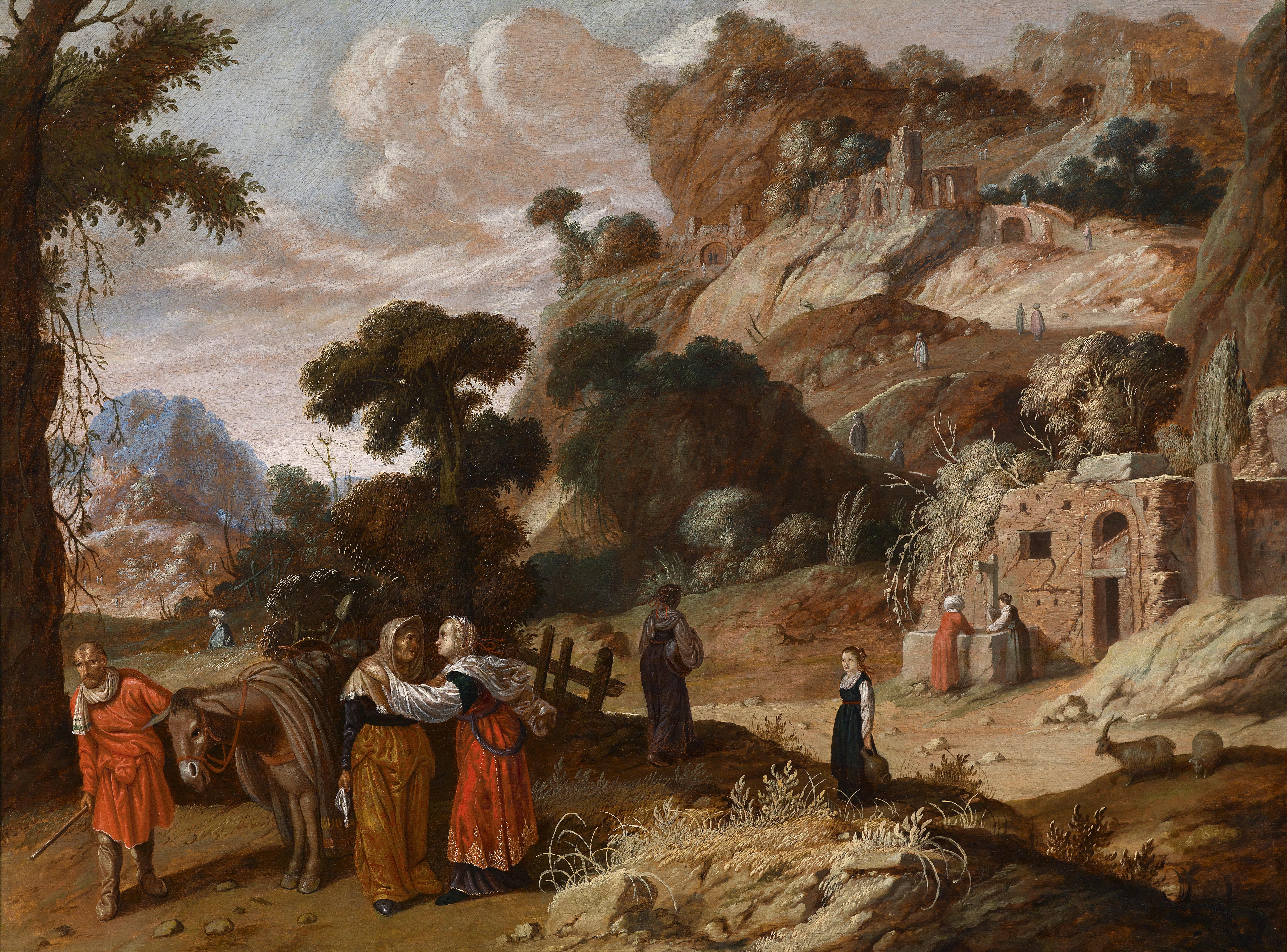
Ruth decide di andare con Naomi a Betlemme, ante 1650, collezione privata

Fu tra i principali Pre-Rembrandtisti, ovvero i fondatori della pittura olandese.

## Biografia
Fratello minore del pittore Jan Pynas, fece con quest'ultimo un viaggio formativo in Italia dal 1605 fino al 1608 circa. Qui dovette sicuramente entrare in contatto con Pieter Lastman e Adam Elsheimer, nonché, forse, con Carlo Saraceni.
Tornato nei Paesi Bassi visse soprattutto a Delft, con qualche trasferta all'Aia e ad Amsterdam: in questa città abbe come allievo, per alcuni mesi tra il 1623 e il 1624, il giovane Rembrandt.
Dipinse soprattutto paesaggi, con piccole figure di staffage alla maniera di Elsheimer, e storie bibliche e mitologiche, in cui mostra una certa influenza del fratello Jan e di Lastman; le parti paesistiche, oltre che a Elsheimer, vedono inoltre un'ispirazione da Paul Bril. Nonostante la molteplicità di modelli il suo stile si contraddistingue per note personali, sapientemente fuse alle origini dell'arte propriamente "olandese".